# Jacaretinga
O jacaretinga (nome científico: Caiman crocodilus), jacaré-tinga, jacaré-de-óculos, também conhecido em Portugal como caimão-de-lunetas, ou caimão-almiscarado, é um réptil carnívoro que habita diferentes tipos de rios e lagos de água doce ao sul do México, América Central e noroeste da América do Sul.
No Brasil, recebeu o nome de jacaretinga por causa de seu dorso branco (tinga significa "branco" em língua tupi).
Os machos chegam a medir entre 1,8 e 2,5 metros de comprimento e as fêmeas, 1,4 metros. Alimentam-se de diferentes espécies de animais: crustáceos, peixes, anfíbios, répteis, aves e pequenos mamíferos.
O acasalamento ocorre na estação chuvosa. A fêmea faz um ninho aglomerando pequenas quantidades de vegetação seca e terra e põe ali de catorze a quarenta ovos que demoram, em média, sessenta dias para eclodir. Ao nascer, medem cerca de vinte centímetros.

## Predadores

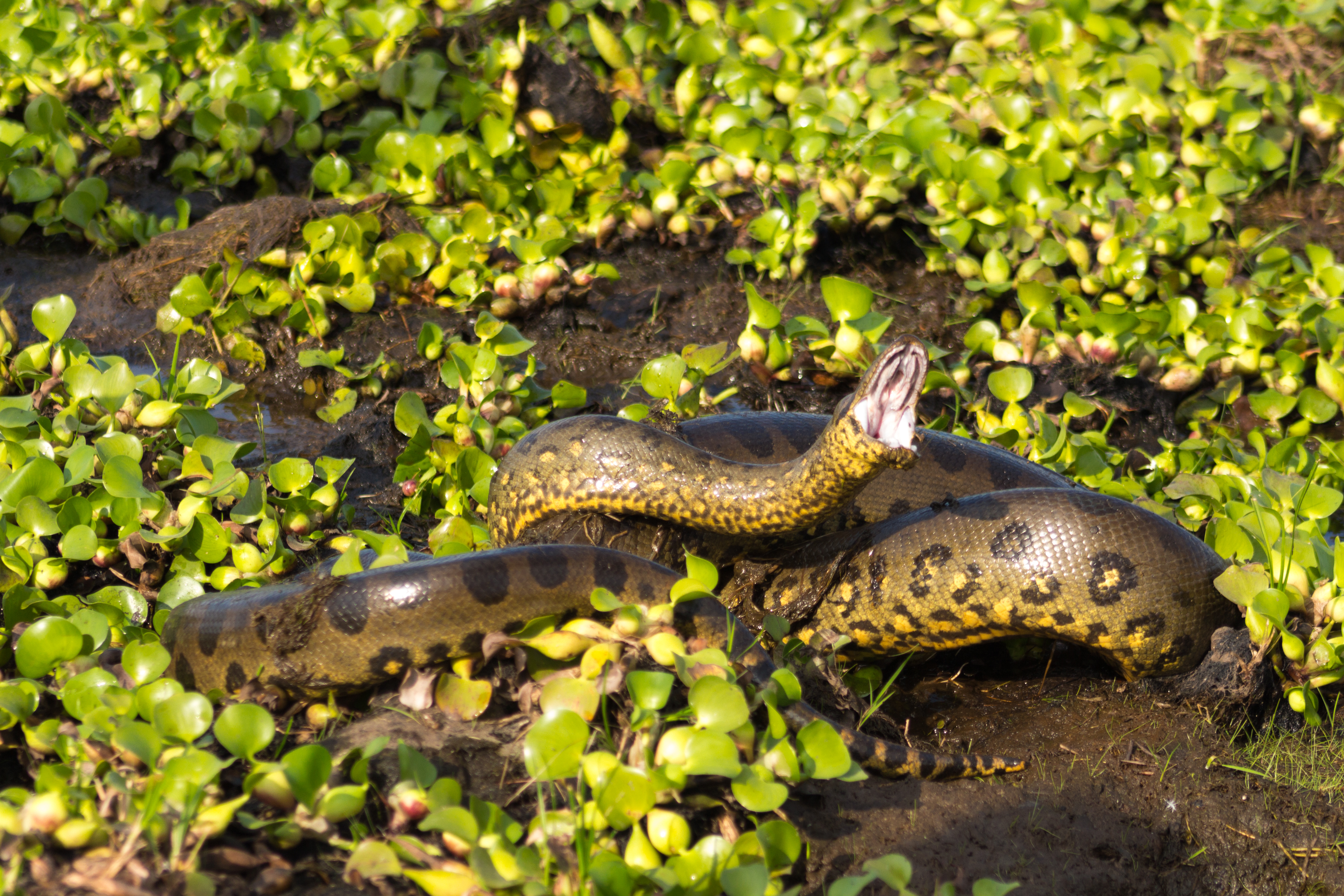
A sucuri-verde é um dos principais predadores do jacaré-tinga. Tanto de indivíduos jovens quanto de adultos.

O jacaré-tinga apesar de seu papel como grande predador na enorme diversidade de ecossistemas nos quais está inserido e de ser certamente, um predador respeitável. É uma das espécies de crocodilianos mais sujeitas a predação.
Em regiões do Pantanal, exibem certa concorrência com os jacarés-do-pantanal, sendo predados ocasionalmente por sucuris-amarelas, sucuris-verdes e principalmente pelas onças-pintadas. Nos rios amazônicos, a espécie se encontra sujeita a predação dos jacarés-açús, espécie maior e mais dominante, e em riachos de menores dimensões pode exercer certa competição com outras espécies como os menores jacaré-coroa e o jacaré-anão, das quais costuma ser dominante. Além de claro, serem predados por onças e grandes serpentes da família Boidae.
Na bacia do rio orinoco, possui como predador principal o crocodilo-do-orinoco do qual é visado como uma das refeições principais. Pode exercer competição com indivíduos jovens, e ocasionalmente não manterem sempre interações potencialmente hostis mútuas. Apesar de coexistir com diversos outros macrocarnívoros, é desconhecida sua relação com tais, exemplos como a onça-parda e o crocodilo-americano são bem notáveis.

## Subespécies
- Caiman crocodilus apaporiensis (Medem, 1955)

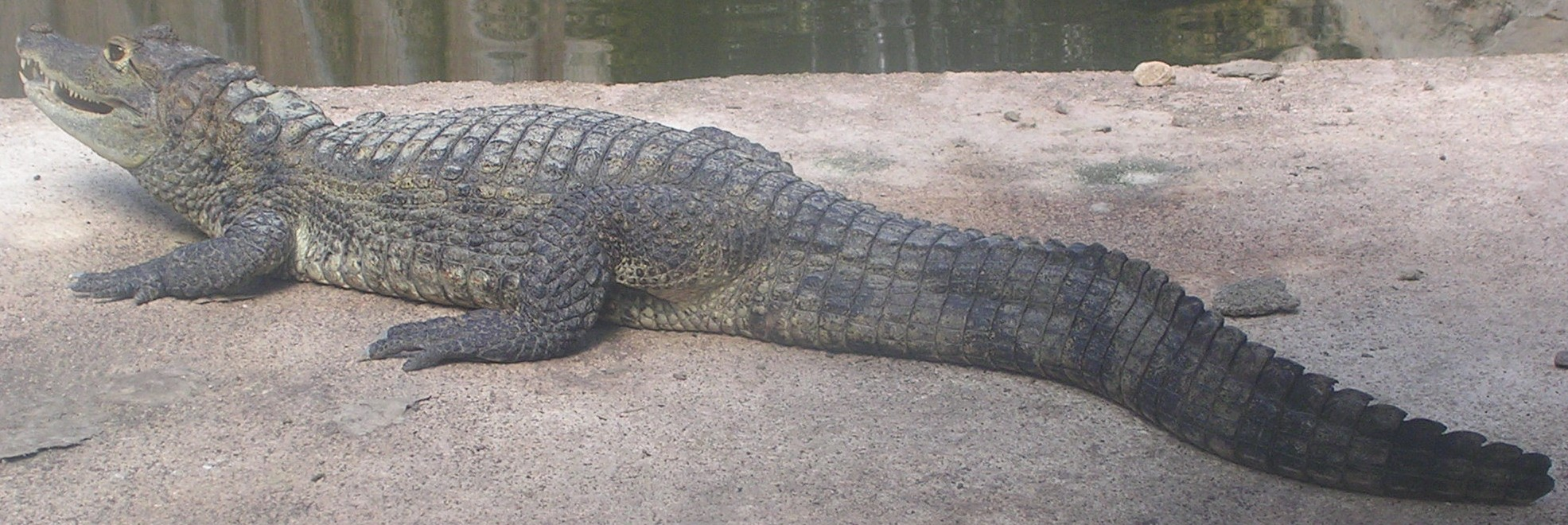
Caiman crocodylus crocodylus

- C. c. chiapasius (Bocourt, 1876)
- C. c. crocodilus (Linnaeus, 1758)
- C. c. fuscus (Cope, 1868)